# Clarity (álbum de Zedd)
Clarity es el álbum de estudio debut del disc jockey y productor ruso-alemán Zedd. Lanzado el 2 de octubre de 2012 a través del sello discográfico Interscope Records. Incluye la colaboración vocal de artistas como Ryan Tedder, Foxes, Ellie Goulding y Matthew Koma. Una edición de lujo fue lanzada el 24 de septiembre de 2013, precedido por el lanzamiento del sencillo «Stay the Night», que cuenta con la colaboración de la cantante y compositora Norteamericana Hayley Williams de Paramore.

## Sencillos
«Shave It Up» fue lanzado como primer sencillo del álbum el 8 de noviembre de 2011 por OWSLA, incluyendo remixes de Kaskade, Tommy Trash y 501. La canción, titulada originalmente «Shave It», fue acortado y renombrado en su inclusión en el álbum. El vídeo musical se estrenó el 1 de noviembre de 2011.
El segundo single «Spectrum», cuenta con la colaboración en las voces del cantante norteamericano Matthew Koma. Fue lanzado el 4 de junio de 2012 por Interscope. La canción alcanzó el número uno en Billboard Hot Dance Club Songs, y recibió el apoyo de Lady Gaga, quien contactó con Zedd para la producción de su próximo álbum. El video oficial se estrenó el 15 de agosto de 2012. El EP de Spectrum, lanzado el 31 de julio de 2012, contiene remixes de A-Trak, Armin van Buuren, Arty, Deniz Koyu y Congorock entre otros, además contiene una versión acústica de la canción y una coproducción con Nicky Romero titulada "Human". Un concurso de remixes de "Spectrum" organizado por Beatport, recibió más de 2000 participantes. El remix ganador fue el realizado por Shreddie Mercury, el cual también fue lanzado oficial.
«Stache» fue lanzado como sencillo promocional del álbum el 9 de octubre de 2012. y cuenta con su video musical estrenado el 2 de octubre de 2012. La versión extendida fue lanzado como single exclusivamente por Beatport, el 9 de octubre de 2012. También cuenta con una segunda versión incluyendo la voz de Lady Gaga, Princess High/Stache.
La versión extendida de «Fall Into the Sky» fue lanzado como single a la semana siguiente, el 16 de octubre de 2012. Lucky Date reveló a través de Facebook que saldrán a la venta todas las versiones extendidas del álbum cada semana hasta ser lanzados en su totalidad.
El sencillo «Clarity» fue compuesto por Zedd, Matthew Koma, Porter Robinson y Skylar Grey y fue lanzado el 12 de febrero de 2013. Cuenta con la colaboración de la cantante Foxes y en 2013 alcanzó la primera ubicación en el Billboard Hot Dance Club Songs, siendo su segundo número uno en dicha lista. Además logró ingresar en el Top 30 del Reino Unido y en los Estados Unidos alcanzó el número 8 del Billboard Hot 100, donde también fue certificado con el disco de oro.
«Stay the Night» fue lanzado el 23 de septiembre de 2013, como el primer sencillo de la edición especial del álbum y el cuarto en general, cuenta con la colaboración de la cantante Hayley Williams de Paramore. El videoclip mezcla escenas de Hayley Williams bailando en una habitación llena de luces, Zedd tocando el piano y una pareja en diversas situaciones. Incluye remixes de Schoolboy, Nicky Romero, Zedd & Kevin Drew Extended, Tiesto, DJ Snake y Henry Fong, y versiones acústicas de sus anteriores éxitos.

## Lista de canciones
| Edición estándar |                                                            |                                                   |          |  |
| N.º              | Título                                                     | Escritor(es)                                      | Duración |  |
| 1.               | «Hourglass» (con LIZ)                                      | Anton Zaslavski, Elizabeth Nicole Abrams          | 5:13     |  |
| 2.               | «Shave It Up»                                              | Zaslavski                                         | 3:10     |  |
| 3.               | «Spectrum» (con Matthew Koma)                              | Zaslavski, Koma                                   | 4:03     |  |
| 4.               | «Lost at Sea» (con Ryan Tedder)                            | Zaslavski, Tedder                                 | 3:45     |  |
| 5.               | «Clarity» (con Foxes)                                      | Zaslavski, Koma, Porter Robinson, Holly Hafferman | 4:31     |  |
| 6.               | «Codec»                                                    | Zaslavski                                         | 6:01     |  |
| 7.               | «Stache»                                                   | Zaslavski                                         | 4:04     |  |
| 8.               | «Fall Into the Sky» (Zedd & Lucky Date con Ellie Goulding) | Zaslavski, Goulding, Lucky Date                   | 3:37     |  |
| 9.               | «Follow You Down» (con Bright Lights)                      | Zaslavski, Heather Bright, Phil Schwan            | 5:47     |  |
| 10.              | «Epos»                                                     | Zaslavski                                         | 5:36     |  |

| Bonus tracks de la edición de lujo |                                                           |          |  |
| N.º                                | Título                                                    | Duración |  |
| 11.                                | «Stay the Night» (con Hayley Williams)                    | 3:37     |  |
| 12.                                | «Push Play» (por Miriam Bryant, con producción de Zedd)   | 3:37     |  |
| 13.                                | «Alive (Zedd Remix)» (por Empire of the Sun)              | 3:45     |  |
| 14.                                | «Breakn' a Sweat (Zedd Remix)» (por Skrillex & The Doors) | 4:33     |  |
| 15.                                | «Spectrum» (Versión acústica)                             | 3:49     |  |
| 16.                                | «Clarity» (Versión acústica)                              | 3:27     |  |

## Créditos
Créditos adaptados de las notas del álbum.
| - Zedd – masterización, mezclas, productor (todas las pistas); coros adicionales (1, 5); edición de voces (4, 5, 8); productor ejecutivo - Bright Lights – voces (9) - RJ Colston – coros adicionales (5); voces adicionales (8) - Ruud van Eijk – arte de tapa - Kevin Feller – coros adicionales (5) - Foxes – voces (5) - Ghostwriter – ingeniero de sonido (en voces) (5) - Ellie Goulding – voces (8) - Mitch Kenny – ingeniero de sonido (9) - Matthew Koma – voces (3) - Ashley Krajewski – ingeniero de sonido (en voces) (8) - Matt LaMotte – marketing - LIZ – voces (1) - Hayley Williams – voces (11) | - Lucky Date – productor (8) - Huntley Miller – masterización - Malachi Mott – coros adicionales (5) - David D. Navarro AKA Roboto – arte de tapa - Priya Prins – coros adicionales (5) - Dave Rene – voces (2); A&R, management - Drew Ressler – coros adicionales (5) - Porter Robinson – coros adicionales, composición (5) - Ryan Shanahan – ingeniero de sonido (1, 3); ingeniero de sonido (adicional) (2, 6, 7, 9, 10); edición de voces (4, 5, 8) - Tim Smith – management - Jesse Taub – ingeniero de sonido (adicional) (1–7, 9, 10); coros adicionales (5); voces adicionales (6) - Ryan Tedder – voces, ingeniero de sonido (adicional) (4) |

## Listas
| País           | Lista (2012)            | Mejor posición |
| -------------- | ----------------------- | -------------- |
| Reino Unido    | UK Dance Albums Chart   | 21             |
| Estados Unidos | Billboard 200           | 38             |
| Estados Unidos | Dance/Electronic Albums | 3              |

## Historial de lanzamientos
| Región         | Fecha                    | Discográfica       | Formato(s)                          |
| -------------- | ------------------------ | ------------------ | ----------------------------------- |
| Canadá         | 2 de octubre de 2012     | Interscope Records | Descarga digital                    |
| Estados Unidos | 2 de octubre de 2012     | Interscope Records | Descarga digital                    |
| Australia      | 5 de octubre de 2012     | Interscope Records | Descarga digital                    |
| Reino Unido    | 5 de octubre de 2012     | Polydor Records    | Descarga digital                    |
| Reino Unido    | 8 de octubre de 2012     | Polydor Records    | CD                                  |
| Canadá         | 9 de octubre de 2012     | Interscope Records | CD                                  |
| Alemania       | 9 de octubre de 2012     | Interscope Records | CD, descarga digital                |
| Estados Unidos | 9 de octubre de 2012     | Interscope Records | CD                                  |
| Australia      | 12 de octubre de 2012    | Interscope Records | CD                                  |
| Estados Unidos | 24 de septiembre de 2013 | Interscope Records | Descarga digital (Edición especial) |